# خليل رحمن
خلـيل رحمن (بالبنغالية: খলিল রহমান)‏ هو رسام كارتون بنغلاديشي، ولد في 16 أبريل 1983 في منطقة جنايدة ‏ في بنغلاديش.